# Bakkasund
Bakkasund es una localidad del municipio de Austevoll en la provincia de Hordaland, Noruega. Se ubica al sudeste de la isla de Stora Kalsøy. El monte Mjuken está a 1 km al norte de la villa. la capilla de Store-Kalsøy tiene su sede aquí. Antes de la apertura del puente Bakkasund (que une la localidad con la isla de Hundvåko) en 1999, Bakkasund tenía un puerto para transbordador.